# San Sebastiano e l'angelo
San Sebastiano e l'angelo è un dipinto a olio su tela (158x137 cm) realizzato sul finire degli anni 1620 dal pittore Carlo Bononi e conservato al Museo di Belle Arti di Strasburgo.

## Descrizione e stile
Il dipinto presenta una raffigurazione inusuale del martirio di san Sebastiano, in cui il giovane cristiano non è rappresentato al culmine della sofferenza (come nei dipinti medioevali) né trasportato da un'estati mistica (come in voga nel barocco), bensì con un atteggiamento quasi noncurante nei confronti del martirio perché impegnato in una conversazione con un angelo. Nonostante le numerose frecce che gli penetrano nelle gambe e nel petto, il santo sembra nel pieno di una normale conversazione con l'angelo, come dimostra anche la posizione delle mani, occupate in una gestualità quotidiana ed interlocutoria.
L'opera presenta alcune somiglianze con l'Angelo custode, generalmente ritenuto il capolavoro di Bononi, il che ha spinto diversi critici a ritenere che le due opere siano state dipinte nello stesso periodo, sul finire del secondo decennio del XVII secolo. Non era la prima volta che Bononi dipingeva questo soggetto, avendo già dipinto il martirio di San Sebastiano all'inizio del decennio in maniera più convenzionale e chiaramente influenzata dall'opera di Guido Reni; la tela si trova nella cattedrale di Reggio Emilia.

## Storia
Il dipinto era parte di un'opera più grande per l'Oratorio di San Sebastiano a Ferrara, ma dopo la sua dissoluzione nel 1772 San Sebastiano e l'angelo fu tagliato su tutti e quattro i lati e, con queste nuove dimensioni ridotte, venduto a un privato. Nel 1985 fu acquistato a Venezia da Othon Kaufmann e François Schlageter, che lo donarono al Museo di Belle Arti di Strasburgo.